# Benton Backwards
Benton Backwards is de vierde aflevering van het zevende seizoen van de televisieserie ER, die voor het eerst werd uitgezonden op 2 november 2000.

## Verhaal
Dr. Benton kan een baan krijgen in Philadelphia, maar hij besluit in Chicago te blijven voor dr. Finch en omdat Carla dan een bezoekersregeling weigert met zijn zoon. Hij krijgt een baanaanbod van dr. Romano, hij mag op parttimebasis terugkomen en is gedwongen om dit aan te nemen. Tijdens zijn werkdag krijgt hij te horen dat zijn neefje Jesse binnengebracht is, hij is gewond geraakt tijdens een gevecht op school. 
Dr. Kovac en Lockhart gaan een avond stappen, hun avond wordt bruut verstoord door een overvaller. Tijdens een gevecht met de overvaller doodt dr. Kovac hem. 
Dr. Carter mag weer zwaardere traumagevallen behandelen, hij redt een zwaargewond slachtoffer van een schietpartij. Dan komt ineens een jong meisje de traumakamer binnen en schiet de gewonde alsnog dood, dr. Carter blijft zwaar gechoqueerd achter. 
Dr. Jing-Mei Chen behandelt een jonge patiënt die op sterven ligt, zijn moeder wil dat hij geopereerd wordt ongeacht de uitkomst hiervan.
Dr. Greene biedt zich aan voor een ijshockeywedstrijd die dr. Malucci geregeld heeft. Dr. Malucci heeft zijn bedenkingen maar gaat uiteindelijk toch op zijn aanbod in.

## Rolverdeling

### Hoofdrollen
- Anthony Edwards - Dr. Mark Greene
- Noah Wyle - Dr. John Carter
- Frances Sternhagen - Millicent Carter
- Laura Innes - Dr. Kerry Weaver
- Alex Kingston - Dr. Elizabeth Corday
- Paul McCrane - Dr. Robert Romano
- Goran Višnjić - Dr. Luka Kovac
- Michael Michele - Dr. Cleo Finch
- Erik Palladino - Dr. Dave Malucci
- Ming-Na - Dr. Jing-Mei Chen
- Eriq La Salle - Dr. Peter Benton
- Matthew Watkins - Reese Benton
- Elizabeth Mitchell - Dr. Kim Legaspi
- Maura Tierney - verpleegster Abby Lockhart
- Yvette Freeman - verpleegster Haleh Adams
- Deezer D - verpleger Malik McGrath
- Lily Mariye - verpleegster Lily Jarvik
- Dinah Lenney - verpleegster Shirley
- Lyn Alicia Henderson - ambulancemedewerker Pamela Olbes
- Emily Wagner - ambulancemedewerker Doris Pickman
- Troy Evans - Frank Martin
- Khandi Alexander - Jackie Robbins
- Lisa Nicole Carson - Carla Simmons

### Gastrollen (selectie)
- Alan Young - Archie Mellonston
- Keith Diamond - rechercheur Stetler
- Cynthia Mann - Margie Stein
- Keri Lynn Pratt - Audrey Hoffman / Miss Skokie
- John Lordan - Dr. Gottschalk
- Dion DeRizzo - Perovitz
- Holly Haber - Miss Pruitt
- Andrew McFarlane - Jesse Robbins
- Derek Mears - overvaller